# Baryscapus modestus
Baryscapus modestus är en stekelart som först beskrevs av Howard 1889.  Baryscapus modestus ingår i släktet Baryscapus och familjen finglanssteklar. Inga underarter finns listade.